# Abutilon mosaic virus
O vírus do mosaico Abutilon (AbMV) é um vírus do gênero Begomovirus.Infecta espécies de Abutilon, notavelmente o bordo em flor, Abutilon striatum. O efeito mosqueado ou variegado nas folhas do Abutilon striatum é procurado.

## Hospedeiro e sintomas
O hospedeiro do vírus é o Abutilon striatum, um arbusto vertical perene. A folhagem é de 3 a 5 lóbulos e serrilhada com uma rica cor verde e manchas amarelas. As flores são amarelo e laranja com veias vermelhas. A espécie é nativa do Brasil, mas foi naturalizada na América do Sul e Central.
As folhas ficam manchadas com mosaico branco ou amarelo que se assemelha a variegação. As manchas mosqueadas têm aparência angular e são limitadas por veias. Algumas plantas apresentam retardo de crescimento, uma diminuição no potencial fotossintético causado pela redução da clorofila, oquê pode acarretar o desidratamento de forma rápida. Os sintomas são de natureza cosmética, então a infecção não mata a planta, que ainda será capaz de florescer e se reproduzir mesmo quando infectada.

## Ciclo da doença
O vírus é transmitido naturalmente pela mosca-branca, Bemisia tabaci. O vírus também pode ser transmitido por meio de ferramentas contaminadas e material propagado assexuadamente. Dentro da mosca-branca, aloja-se no sistema digestivo, sendo transmitido à medida que o inseto se alimenta.
Para o ciclo de vida da mosca-planta, há uma janela de 12 horas, após o inseto pegar o AbMV, durante a qual o vírus não pode ser transmitido. Este vírus é transmitido às plantas das quais a mosca-branca se alimenta após esse período.
Outro modo para o AbMV se espalhar é a transmissão manual. Isso é visto na propagação vegetativa de material doente. Para esta doença em particular, as plantas infectadas são escolhidas para serem enxertadas ou usadas como estacas. O vírus continua a viver no tecido depois de ser cortado da planta original para propagação. Existem técnicas para evitar a transmissão manual, como a esterilização de ferramentas, mas não são utilizadas na propagação do Abutilon striatum porque o material infectado é desejado.

## Importância
As plantas doentes são desejadas para fins ornamentais. O sintoma do mosaico é considerado mais interessante do que a planta saudável e costuma ser comercializado como uma forma de variegação. Essa doença foi um dos primeiros vírus descritos na literatura científica devido às suas propriedades ornamentais. Os horticultores estavam muito interessados na capacidade das doenças de criar uma aparência variada sem ter que esperar o aparecimento de uma mutação genética. Por esses motivos, não há controles disponíveis. Os propagadores se esforçam para manter o vírus intacto nas novas plantas. A AbMV está presente em toda a América do Sul. Como um membro do Geminiviridae família, AbMV é propenso a recombinação genética que poderiam levar a uma nova variante com consequência mais grave para as espécies Abutilon ou outras plantas.

## Deformação
- Abutilon mosaic A, cepa do vírus das Índias Ocidentais
- Abutilon mosaic B, cepa do vírus do Brasil
- Vírus do mosaico do Havaí Abutilon